# Baja Mihály
Baja Mihály (Végvár, 1879. december 11. – Debrecen, 1957. február 5.) református lelkész, író.

## Életpályája
Szülei Baja József és Tóth Sára voltak. Debrecenben és Budapesten teológiát tanult. 1908 előtt a Dunántúlon káplán illetve Losoncon hitoktató volt. 1908-ban Baksay Sándor (1832–1915) szentelte pappá. 1908–1910 között Wallingford lelkésze volt. 1908–1914 között Amerikában volt lelkész; 1910–1914 között Duquesne és McKeesport lelkésze volt. 1910–1915 között a Református Híradó (New York) főmunkatársaként dolgozott. 1913-tól Monongahela beszolgáló lelkésze volt. Hazatérése után 1914–1921 között Túrkevén és 1921-től Debrecenben volt lelkész. 1931-től a Petőfi Társaság tagja volt.
Egyházi dolgozatain kívül több verseskötete jelent meg. Versei jelentek meg a Bokréta című gyűjteményben.
Sírja a Debreceni köztemetőben található.

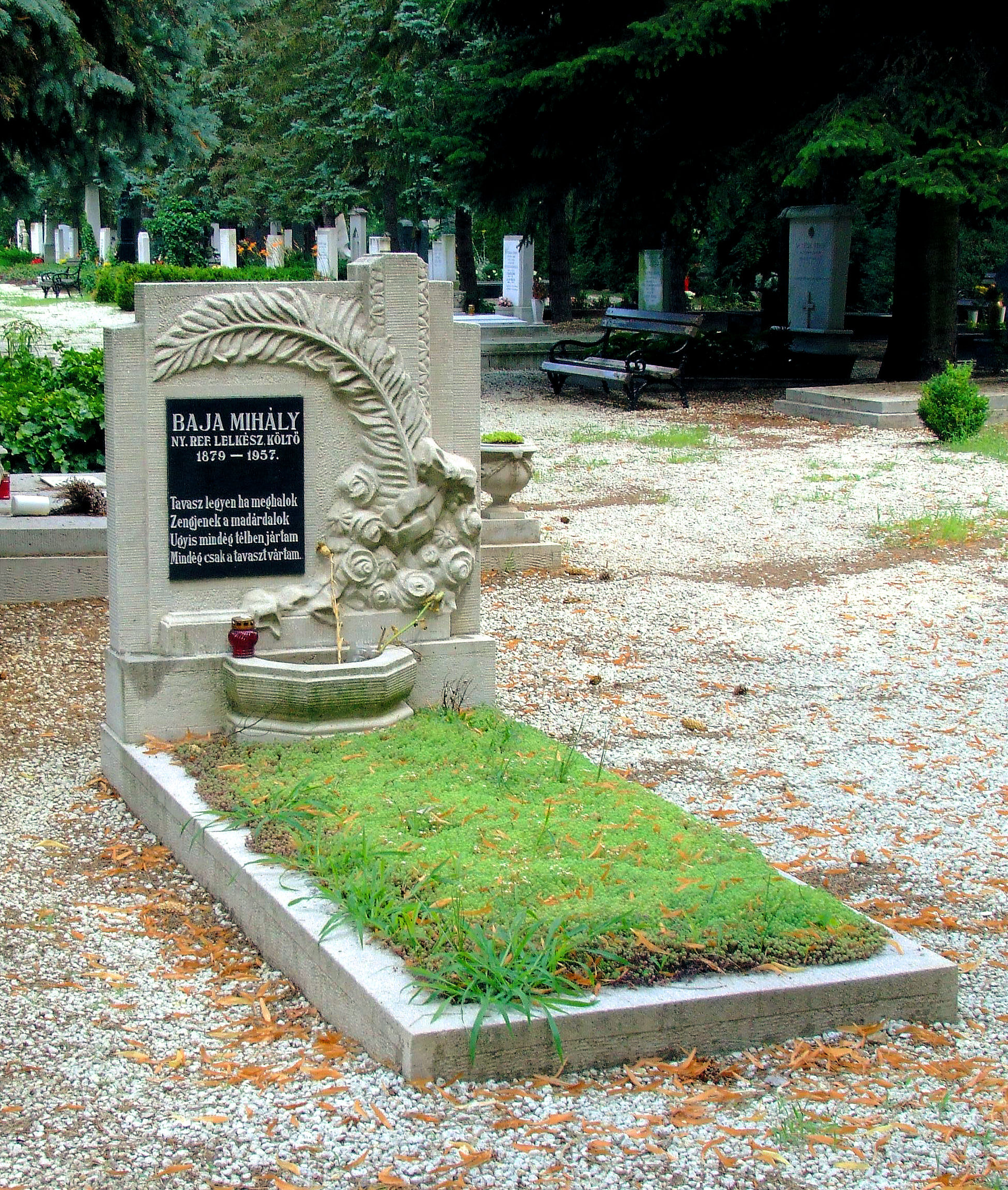
Baja Mihály (1879–1957) református lelkész, költő sírja a debreceni köztemetőben

## Művei
- Ünnepi hangok. Költemények a reformáció világából (Debrecen, 1917)
- Babiloni vizek mellett (Debrecen, 1918)
- Óh, szép ifjúságom (versek; Békéscsaba, 1926)
- Szól a harang (versek; Budapest, 1930)
- Delelőn áll a napom (versek; Debrecen, 1932)
- Debreceni öreg kollégium (versek; Debrecen, 1940)